# Бельский, Константин Францевич
Константи́н Фра́нцевич Бе́льский (1924—1977) — новатор сельскохозяйственного производства, Герой Социалистического Труда.

## Биография
Родился в 1924 году в селе Требисоуцы, Бессарабия, Румыния, в семье крестьянина. Работал машинистом мотовоза в Крымской, вальцовщиком цементного завода в Пермской областях, в 1951—1958 годах работал трактористом и комбайнёром в Романковецком МТС Сокирянского района Черновицкой области. С 1958 года и до конца жизни работал комбайнёром колхоза в селе Романковцы. Окончил Хотинский сельскохозяйственный техникум.

## Общественная деятельность
- Депутат Романковецского сельского Совета.
- Депутат Черновицкого областного Совета депутатов трудящихся.
- Член Черновицкого обкома КП Украины.

## Награды и отличия
- Герой Социалистического Труда.
- Медаль «Серп и Молот».
- Почетная грамота Президиума Верховного Совета СССР.
- Орден Трудового Красного Знамени (1958).
- Орден Трудового Красного Знамени.
- Орден Ленина.
- Золотая медаль ВДНХ.